# Фјордландски пингвин
Фјордландски пингвин (лат. Eudyptes pachyrhynchus) је врста пингвина која живи на Новом Зеланду.

## Физичке особине
Фјордландски пингвини су пингвини средње величине. Сајт „Новозеландски пингвини“ наводи податке да јединке ове врсте нарасту до око 40 cm висине и око 4 kg тежине, док сајт „Животињска разноликост“ наводи да нарасту до око 55 cm висине и између 2 и 5 kg тежине. Леђа, крила и глава су им плаве боје која се прелива у црну, а стомак и ноге су им бијели. Имају јаркожуте обрве које се протежу до иза ушију и спуштају се низ врат. Већина фјордланских пингвина има три до шест изражених бијелих пруга на лицу.

## Исхрана
Хране се претежно лигњама, које чине око 85% њихове исхране. Остатак чине крил, рибе и октоподи.

## Размножавање
За вријеме зиме, која представља око 75% године, мужјаци све вријеме проводе сами, ловећи. Тек у јуну, мужјаци долазе на мјесто гдје су се парили и гнијездили и претходне године. Женке долазе недуго након њих, у јулу, и обично сносе по два јајета. Од та два, младунче се обично излеже само из другог, док прво јаје пропадне. Чак и ако се деси да се излегу оба младунчета, оно прво је по правилу мање и не може да се избори за храну те обично угине.
Оба родитеља чувају и грију јаје, наизмјенично на сваких 5 до 12 дана. Након око 30 до 36 дана, јаја пуцају и излазе млади.
Првих неколико недеља оба родитеља чувају младунче. Отац га обично чува, а мајка храни. Након тог периода, младунче се одважи да истражује околину, и често се придружује крешеима, али се увијек враћа у гнијездо гдје га родитељи хране. Након око 2,5 мјесеца, младунци су потпуно независни. Са око 5 година старости траже партнере за парење.

## Угроженост
Тренутни статус ове врсте пингвина је „рањиви“, због малог броја живих јединки. Процјењује се да их тренутно има око 3.000 парова и да им се број смањио од 1980их до данас за око 33%.
Фјордландске пингвине угрожавају неке врсте животиња које је човек донио са собом, попут паса, мачака, хермелина и пацова. Новозеландска ендемска врста, птице века, које су данас раширене и по околним острвима, хране се између осталог и јајима и младунцима фјордландских пингвина, што их додатно угрожава.

## Распрострањеност
Гнијезди се дуж фјордландске обале и околних острва, као и на острву Стјуарт.

## Туристичка посматрања
На Новом Зеланду, фјордландски пингвини се релативно лако проналазе, јер се за остале врсте ћубастих пингвина мора ићи у још хладније предјеле југа. На Фјордланду, међутим, острву Стјуарт и Јужном Вестланду, се ови пингвини лако проналазе. Ипак, ако туриста планира да их види, најбоље је да планира путовање између јула и новембра, када је период парења. Најбоље је ићи у посматрање у рану зору или послије 15:00 часова, јер у та доба пингвини крећу у лов и враћају се из њега. У току дана ови пингвини се углавном држе гнијезда, а много су активнији ноћу, што их чини ноћним животињама.
Сајт „Новозеландски пингвини“ препоручује да се држи сљедећих правила:
- Не прилазите близу пингвинима нити њиховим гнијездима
- Ако желите да их видите изблиза, користите двоглед
- Не водите псе са собом, пси убијају пингвине!